# Vince Van Cleemput
Vince Van Cleemput (24 januari 2002) is een Belgisch basketballer.

## Carrière
Van Cleemput speelde in de jeugd van Oxaco BBC en stroomde nadien door naar de eerste ploeg waarmee hij uitkwam in de tweede klasse. In 2022 kreeg hij een kans bij de Antwerp Giants waar hij uitkomt van de eerste en tweede ploeg. Hij speelde bij de Giants drie seizoenen, hij verliet de ploeg in 2025 voor Guco Lier.
Hij speelde ook 3×3-basketbal waar hij onder meer uitkwam voor de tweede ploeg van Team Antwerp.